# Cryptoprymna africana
Cryptoprymna africana är en stekelart som beskrevs av Boucek 1976. Cryptoprymna africana ingår i släktet Cryptoprymna och familjen puppglanssteklar.
Artens utbredningsområde är Zimbabwe. Inga underarter finns listade i Catalogue of Life.